# Эванс, Тайрик
Тайрик Джамир Эванс (англ. Tyreke Jamir Evans; родился 19 сентября 1989 года в Честере, Пенсильвания, США) — американский профессиональный баскетболист, выступавший за команды Национальной баскетбольной ассоциации. Играет на позициях атакующего защитника и лёгкого форварда. Был выбран на драфте НБА 2009 года в первом раунде под общим 4-м номером. В сезоне 2009/2010 годов был признан лучшим новичком года.

## Биография
Эванс родился в городе Честер, штат Пенсильвания, в раннем детстве благодаря старшим братьям увлёкся баскетболом. Широкую известность как один из лучших молодых баскетболистов в США Эванс приобрёл ещё в старшей школе. В выпускном классе, играя за команду Американской христианской академии Астона, он набирал 32,1 очка в среднем за игру, трижды признавался лучшим игроком штата Пенсильвания, был признан самым ценным игроком матча всех звёзд американской школьной лиги, сравнивался с Трэйси Макгрэди.
Учась в выпускном классе, Эванс получил предложения стипендии от университетов Мемфиса, Луисвилла, Виллановы, Техаса и Коннектикута. В апреле 2008 года он объявил, что поступит в Университет Мемфиса. В Мемфисе он провёл под руководством тренера Джона Калипари один сезон, по итогам которого ассоциация баскетбольных журналистов США признала Эванса лучшим новичком сезона в студенческом чемпионате.
31 марта 2009 года Эванс объявил о своём желании выступать в НБА и выставил свою кандидатуру на драфт. 25 июня он был выбран под четвёртым номером командой «Сакраменто Кингз». 11 марта 2010 года сделал своё первый трипл-дабл в НБА: 19 очков, 10 подборов и 10 передач в игре против «Торонто». В своём дебютном сезоне в НБА Эванс стал ведущим игроком «Кингз», он сыграл 72 игры, в которых в среднем набирал 20,1 очков, делал 5,3 подборов и 5,8 передач. Ранее только трём новичкам в истории НБА удавалось набирать в среднем 20 очков и делать по 5 подборов и передач: Оскару Робертсону (сезон 1960/61), Майклу Джордану (1984/85) и Леброну Джеймсу (2003/04). По итогам регулярного сезона Эванс был признан лучшим новичком года в НБА.
Летом 2010 года был арестован за нарушение правил дорожного движения и приговорён к 80 часам общественных работ.
В ноябре 2011 года подписал контракт с итальянским клубом «Виртус» с условием возвращения в НБА в случае окончания локаута. Уже в декабре 2011 года вернулся в «Кингз» в связи с окончанием локаута, не сыграв за итальянский клуб ни одного матча.
5 июля 2013 года в результате обмена перешёл в «Нью-Орлеан Хорнетс». В обратном направлении последовал венесуэлец Грейвис Васкес.
В сезоне 2014/15 первый раз в карьере сыграл в плей-офф НБА, проведя 4 матча за «Нью-Орлеан».
20 февраля 2017 года вместе с Бадди Хилдом, Лэнгстоном Гэллоуэем и выборами в первом и втором раундах драфта 2017 года был обменян в «Сакраменто Кингз» на Демаркуса Казинса и Омри Касспи. Три дня спустя в своей первой игре после возвращения в «Кингз» набрал 15 очков, выйдя со скамейки в матче против «Денвер Наггетс» (116—100). 8 марта 2017 года набрал рекордные в сезоне 24 очка в игре против «Спёрс» (104—114).
10 июля 2017 года подписал контракт с «Мемфис Гриззлис». 1 ноября 2017 года набрал 32 очка в игре против «Орландо Мэджик», преодолев 30-очковый рубеж впервые с декабря 2014 года. В середине сезона 2017/18 был стартовым разыгрывающим защитником команды во время травмы Майка Конли. 27 декабря 2017 года набрал 32 очка и сделал 7 передач и 7 подборов в игре против «Лейкерс». Всего в сезоне 2017/18 сыграл 52 матча, из них 32 в стартовом составе.
6 июля 2018 года подписал контракт с «Индианой Пэйсерс». 17 октября в первом матче за «Пэйсерс» набрал 14 очков и сделал 6 передач.
17 мая 2019 года Эванс был дисквалифицирован НБА за нарушение антинаркотической программы лиги. Запрос на восстановление в качестве игрока НБА он мог подать в 2021 году. 15 февраля 2022 года НБА официально разрешила Тайрику Эвансу возобновить карьеру.
16 марта 2022 года Эванс подписал контракт с командой «Висконсин Херд» из Джи-Лиги НБА. 23 марта он был отчислен.
21 декабря 2022 года Эванс подписал контракт с пуэрториканской командой «Индигос де Маягуэс».

## Статистика

### Статистика в НБА
| Сезон                                                                                    | Команда    | Регулярный сезон | Регулярный сезон | Регулярный сезон | Регулярный сезон | Регулярный сезон | Регулярный сезон | Регулярный сезон | Регулярный сезон | Регулярный сезон | Регулярный сезон | Регулярный сезон | Серия плей-офф | Серия плей-офф | Серия плей-офф | Серия плей-офф | Серия плей-офф | Серия плей-офф | Серия плей-офф | Серия плей-офф | Серия плей-офф | Серия плей-офф | Серия плей-офф |
| Сезон                                                                                    | Команда    | GP               | GS               | MPG              | FG%              | 3P%              | FT%              | RPG              | APG              | SPG              | BPG              | PPG              | GP             | GS             | MPG            | FG%            | 3P%            | FT%            | RPG            | APG            | SPG            | BPG            | PPG            |
| ---------------------------------------------------------------------------------------- | ---------- | ---------------- | ---------------- | ---------------- | ---------------- | ---------------- | ---------------- | ---------------- | ---------------- | ---------------- | ---------------- | ---------------- | -------------- | -------------- | -------------- | -------------- | -------------- | -------------- | -------------- | -------------- | -------------- | -------------- | -------------- |
| 2009/10                                                                                  | Сакраменто | 72               | 72               | 37,2             | 45,8             | 25,5             | 74,8             | 5,3              | 5,8              | 1,5              | 0,4              | 20,1             | Не участвовал  | Не участвовал  | Не участвовал  | Не участвовал  | Не участвовал  | Не участвовал  | Не участвовал  | Не участвовал  | Не участвовал  | Не участвовал  | Не участвовал  |
| 2010/11                                                                                  | Сакраменто | 57               | 53               | 37,0             | 40,9             | 29,1             | 77,1             | 4,8              | 5,6              | 1,5              | 0,5              | 17,8             | Не участвовал  | Не участвовал  | Не участвовал  | Не участвовал  | Не участвовал  | Не участвовал  | Не участвовал  | Не участвовал  | Не участвовал  | Не участвовал  | Не участвовал  |
| 2011/12                                                                                  | Сакраменто | 63               | 61               | 34,3             | 45,3             | 20,2             | 77,9             | 4,6              | 4,5              | 1,3              | 0,5              | 16,5             | Не участвовал  | Не участвовал  | Не участвовал  | Не участвовал  | Не участвовал  | Не участвовал  | Не участвовал  | Не участвовал  | Не участвовал  | Не участвовал  | Не участвовал  |
| 2012/13                                                                                  | Сакраменто | 65               | 61               | 31,0             | 47,8             | 33,8             | 77,5             | 4,4              | 3,5              | 1,4              | 0,4              | 15,2             | Не участвовал  | Не участвовал  | Не участвовал  | Не участвовал  | Не участвовал  | Не участвовал  | Не участвовал  | Не участвовал  | Не участвовал  | Не участвовал  | Не участвовал  |
| 2013/14                                                                                  | Нью-Орлеан | 72               | 22               | 28,2             | 43,6             | 22,1             | 77,1             | 4,7              | 5,0              | 1,2              | 0,3              | 14,5             | Не участвовал  | Не участвовал  | Не участвовал  | Не участвовал  | Не участвовал  | Не участвовал  | Не участвовал  | Не участвовал  | Не участвовал  | Не участвовал  | Не участвовал  |
| 2014/15                                                                                  | Нью-Орлеан | 79               | 76               | 34,0             | 44,7             | 30,4             | 69,4             | 5,3              | 6,6              | 1,3              | 0,5              | 16,6             | 4              | 4              | 31,3           | 32,6           | 18,2           | 58,8           | 5,0            | 5,0            | 1,3            | 0,3            | 10,0           |
| 2015/16                                                                                  | Нью-Орлеан | 25               | 25               | 30,6             | 43,3             | 38,8             | 79,6             | 5,2              | 6,6              | 1,3              | 0,3              | 15,2             | Не участвовал  | Не участвовал  | Не участвовал  | Не участвовал  | Не участвовал  | Не участвовал  | Не участвовал  | Не участвовал  | Не участвовал  | Не участвовал  | Не участвовал  |
| 2016/17                                                                                  | Нью-Орлеан | 26               | 0                | 18,2             | 40,1             | 30,0             | 77,6             | 3,3              | 3,5              | 0,9              | 0,2              | 9,5              | Не участвовал  | Не участвовал  | Не участвовал  | Не участвовал  | Не участвовал  | Не участвовал  | Не участвовал  | Не участвовал  | Не участвовал  | Не участвовал  | Не участвовал  |
| 2016/17                                                                                  | Сакраменто | 14               | 6                | 22,5             | 41,3             | 43,8             | 70,6             | 3,6              | 2,4              | 0,9              | 0,4              | 11,6             | Не участвовал  | Не участвовал  | Не участвовал  | Не участвовал  | Не участвовал  | Не участвовал  | Не участвовал  | Не участвовал  | Не участвовал  | Не участвовал  | Не участвовал  |
| 2017/18                                                                                  | Мемфис     | 52               | 32               | 30,9             | 45,2             | 39,9             | 78,5             | 5,1              | 5,2              | 1,1              | 0,3              | 19,4             | Не участвовал  | Не участвовал  | Не участвовал  | Не участвовал  | Не участвовал  | Не участвовал  | Не участвовал  | Не участвовал  | Не участвовал  | Не участвовал  | Не участвовал  |
| 2018/19                                                                                  | Индиана    | 69               | 18               | 20,3             | 38,9             | 35,6             | 71,9             | 2,9              | 2,4              | 0,8              | 0,3              | 10,2             | 4              | 0              | 21,0           | 43,8           | 55,0           | 57,1           | 4,3            | 0,8            | 0,5            | 0,3            | 15,3           |
|                                                                                          | Всего      | 594              | 426              | 30,7             | 44,0             | 32,3             | 75,7             | 4,6              | 4,8              | 1,2              | 0,4              | 15,7             | 8              | 4              | 26,2           | 38,5           | 41,9           | 58,1           | 4,6            | 2,9            | 0,9            | 0,3            | 12,6           |
| Наведите курсор мыши на аббревиатуры в заголовке таблицы, чтобы прочесть их расшифровку. |            |                  |                  |                  |                  |                  |                  |                  |                  |                  |                  |                  |                |                |                |                |                |                |                |                |                |                |                |

### Статистика в NCAA
| Сезон | Команда | Conf  | Class | GP | GS | MPG  | FG%  | 3P%  | FT%  | RPG | APG | SPG | BPG | PPG  |
| --- | ------- | ----- | ----- | -- | -- | ---- | ---- | ---- | ---- | --- | --- | --- | --- | ---- |
| 2008/09 | Мемфис  | CUSA  | FR    | 37 | 35 | 29,0 | 45,5 | 27,4 | 71,1 | 5,4 | 3,9 | 2,1 | 0,8 | 17,1 |
| Всего | Всего   | Всего | Всего | 37 | 35 | 29,0 | 45,5 | 27,4 | 71,1 | 5,4 | 3,9 | 2,1 | 0,8 | 17,1 |
| Наведите курсор мыши на аббревиатуры в заголовке таблицы, чтобы прочесть их расшифровку Статистика приведена с сайта sports-reference.com |         |       |       |    |    |      |      |      |      |     |     |     |     |      |